# Vepris carringtoniana
Vepris carringtoniana är en vinruteväxtart som beskrevs av Francisco de Ascencão Mendonça. Vepris carringtoniana ingår i släktet Vepris och familjen vinruteväxter. Inga underarter finns listade i Catalogue of Life.